# Руй Коррея
Руй Коррея (порт. Rui Correia, нар. 22 жовтня 1967, Сан-Жуан-да-Мадейра) — португальський футболіст, що грав на позиції воротаря. По завершенні ігрової кар'єри — футбольний тренер.

## Клубна кар'єра
У дорослому футболі дебютував 1986 року виступами за «Спортінг», в яком провів два сезони, але був дублером Вітора Дамаша, тому взяв участь лише у 15 матчах чемпіонату.
Влітку 1988 року перейшов до «Віторії» (Сетубал), але протягом трьох років він зіграв за клуб лише одну зустріч в чемпіонаті, після чого перейшов у «Шавіш», де був основним воротарем у сезоні 1991/92.
З літа 1992 року протягом п'яти сезонів виступав за «Брагу» в статусі першого воротаря, зігравши за цей час 158 матчів в елітному дивізіоні.
Своєю грою Коррея привернув увагу представників тренерського штабу «Порту», до складу якого приєднався влітку 1997 року. В першому сезоні Руй виграв конкуренцію у шведа Ларса Ерікссона і був основним воротарем, вигравши з клубом «золотий дубль». Проте після того як 1998 року в клуб повернувся Вітор Баїя та був придбаний югославський воротар Івиця Краль, Коррея став дублером, зігравши лише 11 матчів в чемпіонаті, а з 1999 року взагалі став виступати виключно за дублюючий склад, де провів ще два сезони своєї ігрової кар'єри.
2001 року Коррея перейшов в інший клуб з Порту, «Салгейруш», з яким в першому ж сезоні вилетів у другий дивізіон, після чого перейшов «Фейренсі», з яким у 2003 році він вийшов з третього дивізіону до другого.
Завершив професійну ігрову кар'єру у клубі «Ешторіл Прая», за який виступав протягом сезону 2006/07 у Сегунді.

## Виступи за збірну
15 серпня 1995 року дебютував в офіційних матчах у складі національної збірної Португалії у відбірковій грі до Євро-1996 проти збірної Ліхтенштейну. У наступному році у складі збірної був учасником чемпіонату Європи 1996 року в Англії, проте був дублером Вітора Баїї і на поле не виходив. Лише 20 серпня 1997 року Руй вдруге вийшов на поле у формі збірної в матчі відбору на наступний чемпіонат світу проти Вірменії (3:1), пропустивши 1 гол. Цей матч став другим і останнім для Корреї у футболці збірної.

## Кар'єра тренера
По завершенні кар'єри гравця у 2008 році увйшов до тренерського штабу свого колишнього партнера по «Порту» Жорже Кошти, ставши тренером воротарів клубу «Ольяненсі», де пропрацював, як і сам Кошта, до 2010 року, після чого разом з ним перейшов у «Академіку», де також став тренером воротарів. Після звільнення Жорже Кошти Коррея залишився у клубі.
Влітку 2011 року став тренером воротарів клубу «Брага», але покинув клуб разом з головним тренером Леонарду Жардімом по завершенні сезону.
З жовтня 2013 по червень 2014 року був тренером воротарів у грецькому клубі ОФІ, де допомагав своєму співвітчизнику Рікарду Са Пінту.

## Титули і досягнення
- Чемпіон Португалії (2):

«Порту»: 1997-98, 1998-99
- Володар Кубка Португалії (3):

«Порту»: 1999-98, 1999-2000, 2000-01
- Володар Суперкубка Португалії з футболу (3):

«Спортінг»: 1987
«Порту»: 1998, 1999